# Olympische Sommerspiele 2008/Teilnehmer (Honduras)
| Gelbes Symbol für Goldmedaillen mit stilisierten Olympischen Ringen | Graues Symbol für Silbermedaillen mit stilisierten Olympischen Ringen | Braundes Symbol für Bronzemedaillen mit stilisierten Olympischen Ringen |
| ------------------------------------------------------------------- | --------------------------------------------------------------------- | ----------------------------------------------------------------------- |
| —                                                                   | —                                                                     | —                                                                       |

Honduras war mit der Teilnahme an den Olympischen Sommerspielen 2008 in Peking insgesamt zum 9. Mal bei Olympischen Spielen vertreten. Die erste Teilnahme war 1968. 24 Athleten (23 Männer, 1 Frau) traten in fünf verschiedenen Sportarten an. Fahnenträger der Eröffnungsfeier war Miguel Ferrera.

## Fußball
Honduras’ männliches U-23-Team konnte sich als Gewinner des 2008 ausgetragenen CONCACAF-Olympiaturniers für die Olympischen Spiele qualifizieren.
Männer
- Tor

1 Kevin Hernández
18 Obed Enamorado
- Abwehr

2 Quiarol Arzú
3 David Molina
4 Samuel Caballero
5 Erick Norales
6 Óscar Morales
17 David Álvarez
- Mittelfeld

7 Emil Martínez
8 Rigoberto Padilla
10 Ramón Núñez
12 Jorge Claros
13 Hendry Thomas
16 Marvin Sánchez
20 Edder Delgado
- Sturm

9 Carlos Pavón
11 Luis Rodas
14 Jefferson Bernárdez
15 Luis López
21 José Güity
- Trainer

Gilberto Yearwood
- Ergebnisse

Vorrunde
 Italien: 0:3
 Kamerun: 0:1
 Südkorea: 0:1
als Gruppenvierter ausgeschieden

## Leichtathletik
- Jeimy Bernárdez
Männer, 110 Meter Hürden
- Rolando Palacios
Männer, 100 Meter Sprint

## Rudern
- Norberto Bernárdez
Männer, Einer

## Schwimmen
- Sharon Fajardo
50 Meter Freistil
- Javier Hernández
Männer, 200 Meter Schmetterling

## Taekwondo
- Miguel Ferrera
Männer, Klasse bis 80 kg